# Distribución de Benktander de tipo I
La distribución de Benktander tipo I es uno de los dos tipos de distribuciones introducidos por Gunnar Benktander (1970) con el fin de modelizar pérdidas con distribución de cola pesada como las encontradas usualmente en sector de los seguros, basándose en varias formas posibles de la función de exceso media (Benktander y Segerdahl, 1960). La distribución del tipo I se "asemeja" a la distribución lognormal (Kleiber y Kotz, 2003).
La función de exceso medio para una distribución de Benktander I puede calcularse explícitamente y viene dada por:

{\displaystyle e_{X}(u)=\mathbb {E} (X-u|X>u)={\frac {u}{a+2b\ln u}}}